# Mandevilla trianae
Mandevilla trianae är en oleanderväxtart som beskrevs av R. E. Woodson. Mandevilla trianae ingår i släktet Mandevilla och familjen oleanderväxter. Inga underarter finns listade i Catalogue of Life.